# Lipocosma
Lipocosma är ett släkte av fjärilar. Lipocosma ingår i familjen Crambidae.

## Dottertaxa tillLipocosma, i alfabetisk ordning[1]
- Lipocosma albibasalis
- Lipocosma albinibasalis
- Lipocosma alegralis
- Lipocosma antonialis
- Lipocosma ausonialis
- Lipocosma calla
- Lipocosma chiralis
- Lipocosma coroicalis
- Lipocosma diabata
- Lipocosma fonsecai
- Lipocosma forsteri
- Lipocosma hebescalis
- Lipocosma illosalis
- Lipocosma intermedialis
- Lipocosma isola
- Lipocosma nigripictalis
- Lipocosma nigrisquamalis
- Lipocosma parcipunctalis
- Lipocosma perfusalis
- Lipocosma phyalis
- Lipocosma pitilla
- Lipocosma plagalis
- Lipocosma polingi
- Lipocosma punctissimalis
- Lipocosma rosalia
- Lipocosma saralis
- Lipocosma savoralis
- Lipocosma septa
- Lipocosma sicalis
- Lipocosma teutonialis